# Introduzione delle uova di baco da seta nell'Impero bizantino
A metà del VI secolo, due monaci, con il sostegno dell'imperatore bizantino Giustiniano I, introdussero con successo le uova dei bachi da seta nel territorio dell'impero bizantino. Il baco da seta diede inizio alla bachicoltura bizantina che permise di produrre la famosa seta bizantina. L'acquisizione bizantina dei bachi da seta permise all'impero di ottenere il monopolio della seta in tutta Europa.

## Antefatti

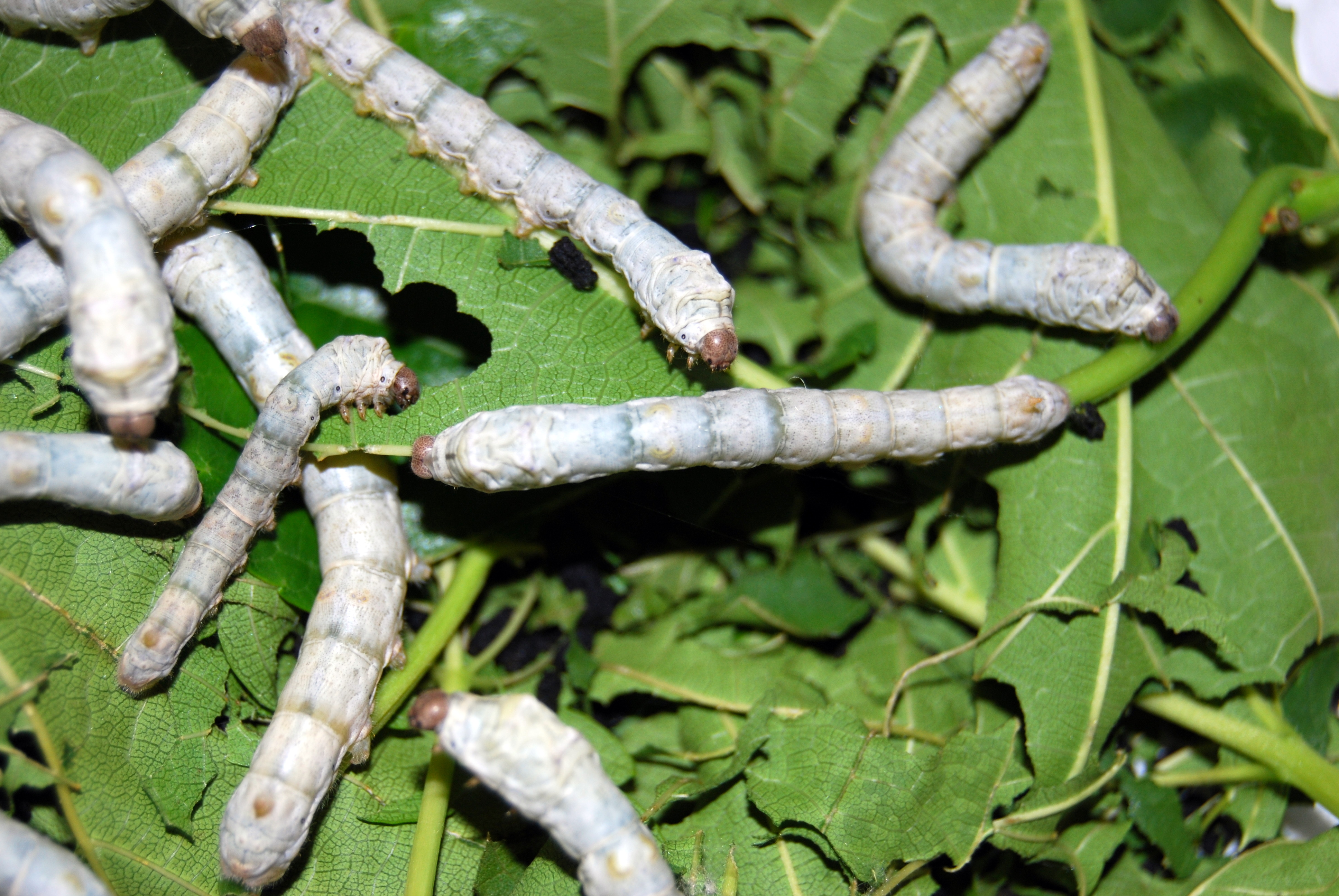
I bachi da seta

La seta, prodotta già a partire dal quarto millennio a.C. dai cinesi, era un prodotto molto prezioso venduto e scambiato sulla via omonima. A partire dal I secolo d.C., la seta divenne un prodotto costantemente comprato dall'Impero Romano. Con l'ascesa della dinastia sassanide in Persia e le successive guerre romano-persiane, l'importazione in Europa della seta divenne sempre più difficile e costosa. I persiani controllavano rigorosamente il commercio che avveniva nel loro territorio e in tempi di guerra sospendevano ogni trattativa commerciale. L'imperatore romano Giustiniano I tentò prima di cercare e creare delle rotte commerciali alternative con la Cina passando per la Sogdiana, all'epoca un importante centro di produzione della seta: una a nord attraverso la Crimea e una a sud attraverso l'Etiopia. Gli sforzi dell'imperatore non ebbero gli esiti voluti e Giustiniano fu costretto a cercare altre soluzioni per sopperire alla mancanza del prezioso bene.

## La spedizione dei due monaci

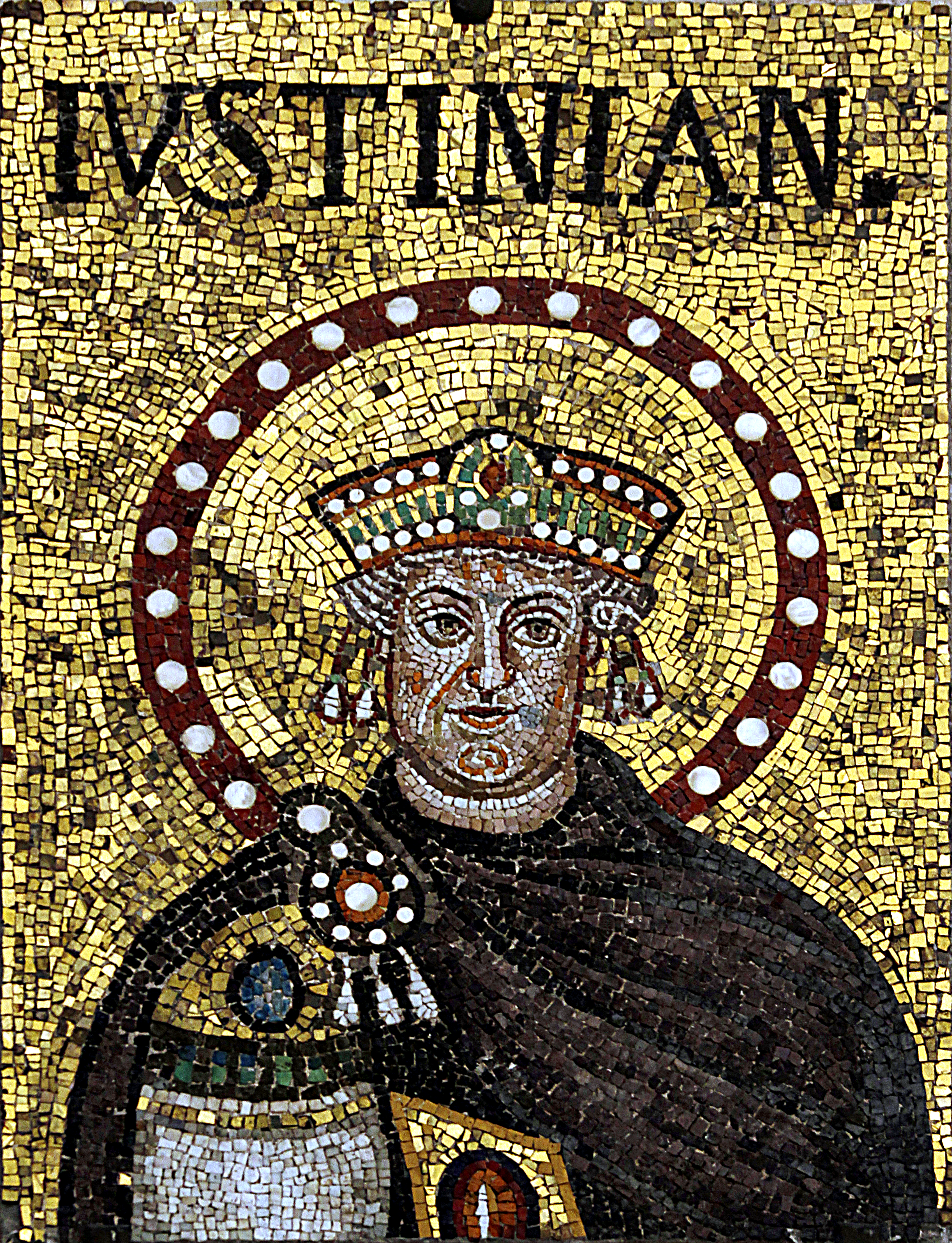
Mosaico che raffigura l'imperatore Giustiniano I

Due monaci non identificati (membri della Chiesa Nestoriana) che predicavano il cristianesimo in India (i cristiani di San Tommaso), si recarono in Cina nel 551 d.C.. Mentre vivevano nel territorio, osservarono attentamente gli intricati metodi per allevare i bachi da seta e produrre conseguentemente la seta. Questo scoperta fu essenziale, i bizantini infatti pensavano che la seta fosse prodotta in India. Nel 552 i due monaci informarono l'imperatore Giustiniano I delle loro scoperte in oriente. L'imperatore promise loro delle laute, ma sconosciute ricompense e i monaci accettarono di portare nel territorio imperiale i bachi da seta cinesi. Molto probabilmente percorsero una rotta settentrionale lungo il Mar Nero, portandoli attraverso il Caucaso del nord e poi il Mar Caspio.
Poiché i bachi da seta adulti sono fragili e devono essere costantemente tenuti ad una temperatura ideale per non morire, i due monaci chiesero aiuto ai loro contatti in Sogdiana per contrabbandare uova di bachi da seta, o larve, ancora molto giovani, da nascondere all'interno delle loro canne di bambù. I cespugli di gelso, necessari per la coltivazione dei bachi da seta, furono dati ai monaci o erano già presenti nell'impero bizantino. Si stima che l'intero processo di contrabbando dei bachi sia durato due anni.

## Impatto economico

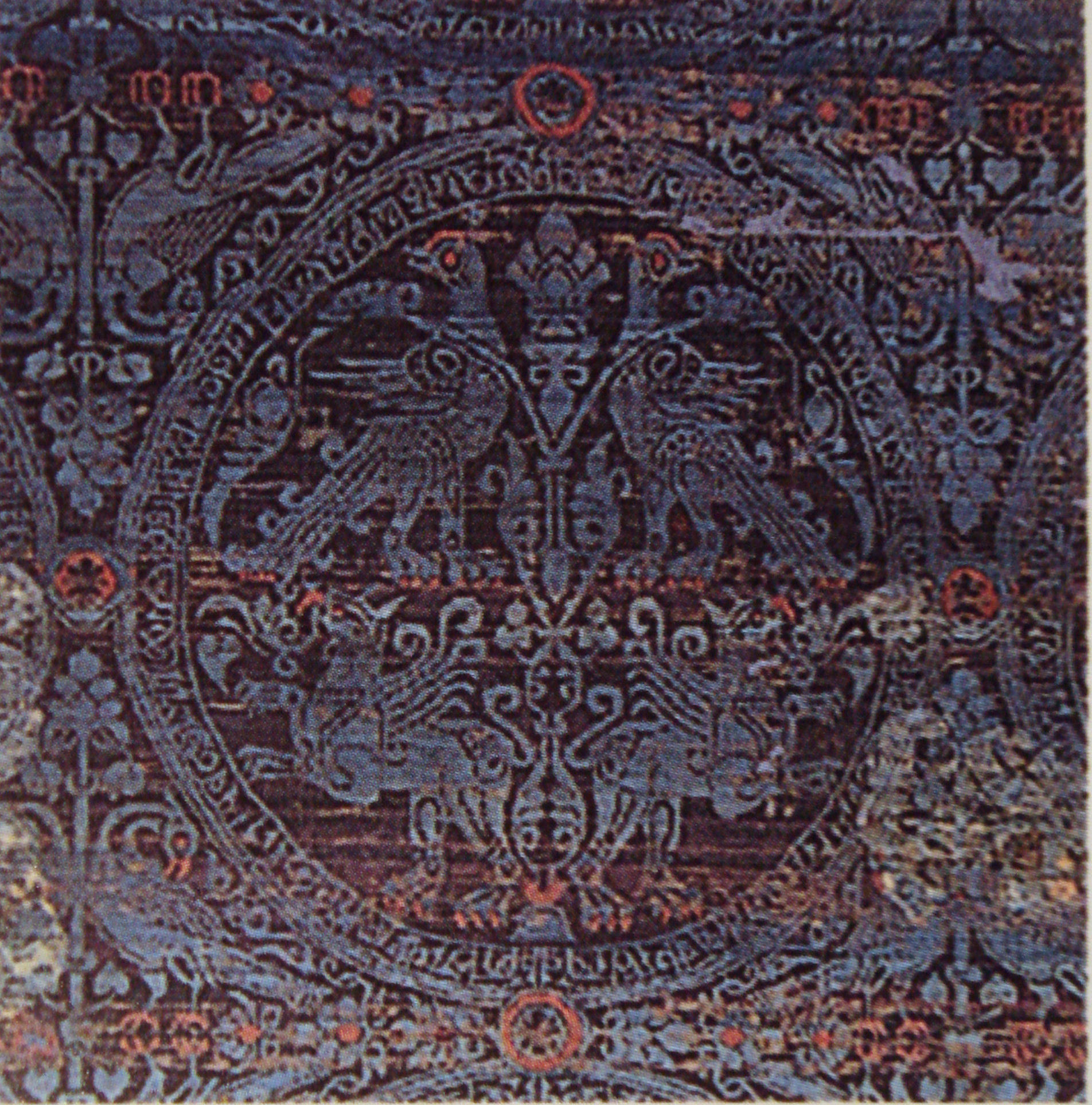
Seta bizantina

Poco dopo la spedizione si crearono fabbriche da seta a Costantinopoli, Beirut, Antiochia, Tiro e Tebe. I bachi da seta acquisiti ottennero all'Impero bizantino il monopolio della seta in tutta Europa. La nuova seta bizantina distrusse i monopoli della seta cinese e persiana. La nuova produzione di seta fu una dei pilastri dell'economia bizantina fino al 1204. I vestiti di seta, specialmente quelli tinti di porpora, erano quasi sempre riservati all'aristocrazia e nobiltà dell'impero e il loro utilizzo era codificato nelle leggi suntuarie.
La produzione di seta nei territori intorno a Costantinopoli, ed in particolare in Tracia e nel nord della Grecia, continua ancora oggi.